# Otto Eduard Heinrich Wucherer
Otto Eduard Heinrich Wucherer est un médecin allemand, né le 7 juillet 1820 à Porto, Portugal et mort le 7 mai 1873 à Bahia, Brésil.
Sa mère est néerlandaise et son père allemand. La famille possède une entreprise au Brésil et Wucherer passe ses premières années à Bahia. Il fait ses études à Hambourg où il se forme à la pharmacie. Il part étudier la médecine à l’université de Tübingen où il obtient son doctorat en 1841. Après avec un bref séjour à Londres, il exerce à Lisbonne puis à Nazareth et à Cachoeira au Brésil.
En 1847, il revient exercer la médecine dans la colonie allemande de Bahia où il lutte contre des épidémies de fièvre jaune (1849) et de choléra (1855). Sa femme décède de cette dernière maladie.
En 1871, il revient en Allemagne en 1871 à Stuttgart. Sans doute à cause de difficultés financières, il retourne au Brésil où il meurt d’une crise cardiaque. Il est enterré à Salvador, au Brésil.

## Source
- David I. Grove, A History of Human Helminthology, Red-c2.com, 2000  (ISBN 1 876809 08 6)